# Virgatanytarsus toganiveus
Virgatanytarsus toganiveus är en tvåvingeart som först beskrevs av Sasa och Okazawa 1991.  Virgatanytarsus toganiveus ingår i släktet Virgatanytarsus och familjen fjädermyggor. Inga underarter finns listade i Catalogue of Life.